# 아일랜즈 지방

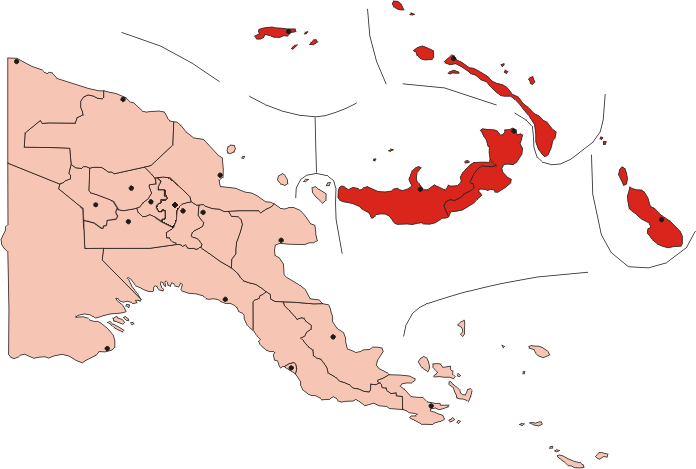
아일랜즈 지방의 위치

아일랜즈 지방(Islands Region)은 파푸아뉴기니를 구성하는 4개의 지방 가운데 하나로 파푸아뉴기니 북동부에 위치한다. 중심 도시는 아라와이며 면적은 89,803km2, 인구는 918,151명(2000년 기준)이다. 파푸아뉴기니를 구성하는 주 가운데 5개 주(동뉴브리튼 주, 마누스 주, 뉴아일랜드 주, 부건빌 자치주, 서뉴브리튼 주)가 이 지방에 속한다.

## 같이 보기
- 부건빌섬
- 파푸아뉴기니의 주